# Duda metódica

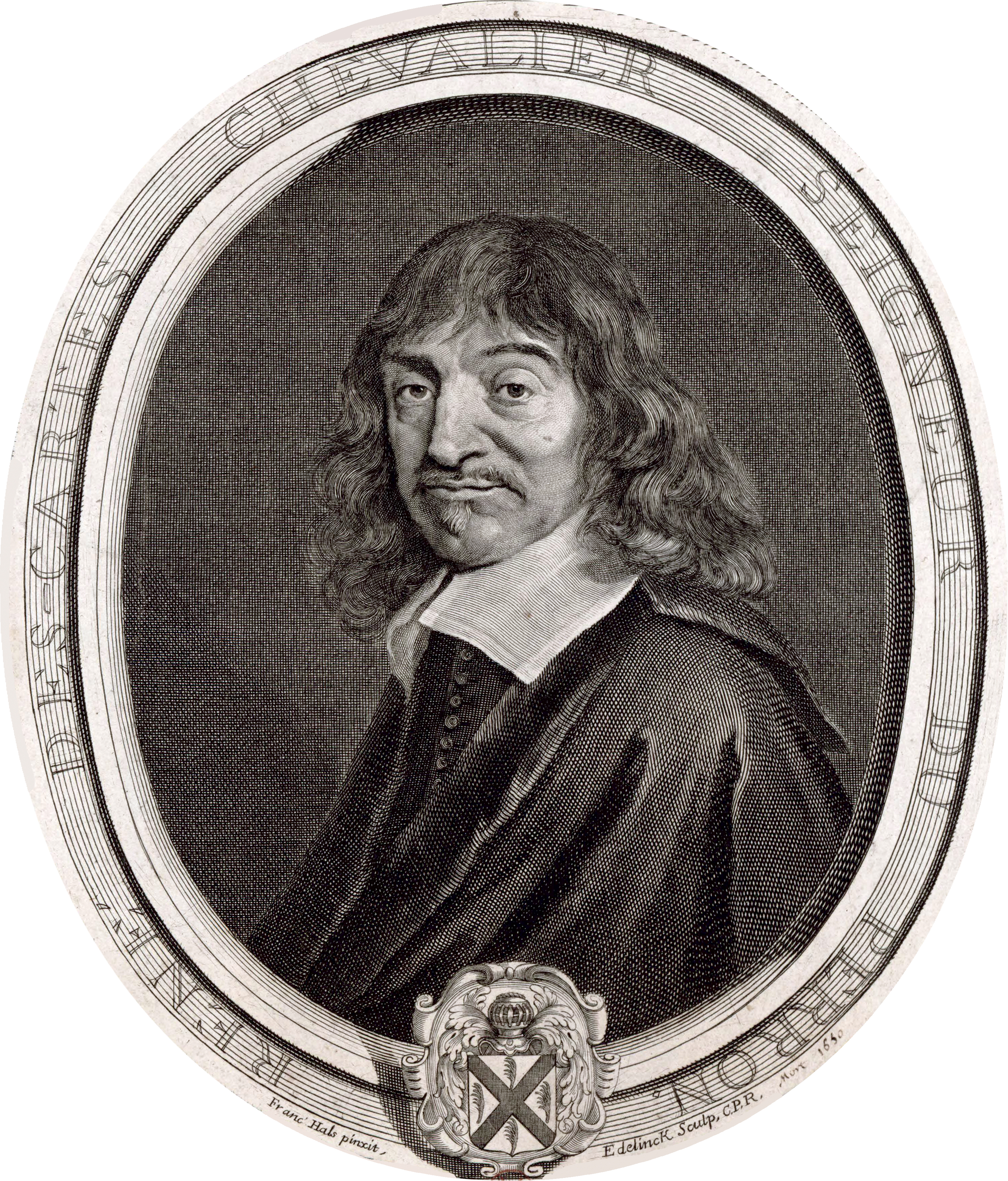
El filósofo René Descartes popularizó el método de la duda metódica.

La duda metódica es un método y principio para llegar a una base de conocimiento cierto, desde donde partir y cómo fundamentar otros conocimientos del mundo. René Descartes populariza este método en el siglo XVII. No obstante, son notables y numerosos los escritos y filósofos anteriores que coinciden en formulaciones similares, no solo en su contenido, sino también con evidentes similitudes formales, que sugieren fuertemente que los pudo haber tomado como fuente de consulta e inspiración en su propia filosofía.
Descartes expone que su objetivo es encontrar verdades seguras, tangibles y fácticas de las cuales no sea posible dudar en absoluto, verdades evidentes que permitan fundamentar la edificación del conocimiento con absoluta garantía. El primer problema planteado es cómo encontrarlas y, para resolverlo, expone el método de la duda.
En este método la cuestión preliminar y fundamental es la de decidir por dónde empezar la búsqueda. La respuesta y el primer momento de este proceso de búsqueda del conocimiento verdadero es la llamada duda metódica. La duda metódica consiste en descartar cualquier supuesto no seguro, del que se pueda dudar. Si esta existe, este supuesto podría ser verdadero o falso. No permitiría construir sobre él el conocimiento.
Descartes publica por primera vez esta idea en francés en 1637, «Je pense, donc je suis», (Pienso, luego existo), en su Discurso del método. Luego aparece en latín en su famosa expresión «Cogito, ergo sum», en 1644 en sus Principios de la Filosofía.

## Antecedentes en el método y en los argumentos de Descartes
Con base a que René Descartes estaba muy entusiasmado por tener en claro todo lo del mundo exterior y que todo sea verdad o que tenga un punto fijo o una base real y específica de los hechos en la realidad.
Lo que plantea Descartes al exponer la duda metódica y demás argumentos fundamentales del Discurso del Método, había ya sido formulado de modo muy semejante por otros filósofos cercanos a su tiempo, en el siglo anterior, y también en remotos siglos anteriores.
Así Francisco Sánchez el Escéptico, ya dibuja el método cartesiano de la duda metódica en 1576.

«... Daba vueltas a los dichos de los antiguos, tanteaba el sentir de los presentes: respondían lo mismo; mas, que me diera satisfacción, absolutamente nada... ... En consecuencia, retorné a mí mismo, y poniendo todo en duda como si nadie hubiera dicho nada jamás, comencé a examinar las cosas mismas, que es el verdadero saber. Analizaba hasta alcanzar los principios últimos. Haciendo de ello el inicio de la contemplación, cuanto más pienso más dudo ...»

Además la idea expresada en «cogito ergo sum», ("pienso, luego existo"), que se atribuye a Descartes, ya fue expresada poco tiempo antes y de forma casi exacta por Gómez Pereira en 1554: 

«(Nosco me aliquid noscere: at quidquid noscit, est: ergo ego sum)»

«Conozco que yo conozco algo. Todo lo que conoce es; luego yo soy»

Avicena también planteó mucho antes que Descartes, en su «Libro de las orientaciones y de las advertencias», su famoso argumento del Hombre Volante, en el que puede rastrearse un predecesor del cógito cartesiano. En él expuso que un hombre aislado y suspendido en el aire, sin ningún contacto con nada, ni siquiera entre las partes de su propio cuerpo, sin ver ni oír, ni verse sin oírse, a pesar de ello, intuiría su propio ser y afirmaría con certeza su propia existencia.
En Agustín de Hipona, (San Agustín), se encuentra el antecedente más remoto, conocido, respecto al cual la exposición del método de la duda metódica y la certeza primera del cogito cartesianos se nos aparece tan solo como una variedad en el modo de exposición. En La Trinidad plantea un método para llegar al entendimiento que se asemeja al de la duda metódica cartesiana, y que igualmente le conduce a una conclusión que le permite poder afirmar la existencia del que duda a partir de la conciencia de la propia duda:

... «Sed quoniam de natura mentis agitur, remoueamus a consideratione nostra omnes notitias quae capiuntur extrinsecus per sensus corporis, et ea quae posuimus omnes mentes de se ipsis nosse certasque esse dilegentius attendamus. Vtrum enim aeris sit uis uiuendi, reminiscendi, intellegendi, uolendi, cogitandi, sciendi, iudicandi; an ignis, an cerebri, an sanguinis, an atomorum, ... Viuere se tamen et meminisse et intellegere et uelle et cogitare et scire et iudicare quis dubitet? ... Quandoquidem etiam si dubitat, uiuit; ... si dubitat, unde dubitet meminit; si dubitat, dubitare se intellegit; si dubitat, certus esse uult; si dubitat, cogitat; si dubitat, scit se nescire;...

... («Mas como de la naturaleza de la mente se trata, apartemos de nuestra consideración todos aquellos conocimientos que nos vienen del exterior por el conducto de los sentidos del cuerpo, y estudiemos con mayor diligencia el problema planteado, a saber: que todas las mentes se conocen a sí mismas con certidumbre absoluta. Han los hombres dudado si la facultad de vivir, recordar, entender, querer, pensar, saber y juzgar provenía del aire, del fuego, del cerebro, de la sangre, de los átomos... Sin embargo, ¿quién duda que vive, recuerda, entiende, quiere, piensa, conoce y juzga?; ... puesto que si duda, vive; ... si duda, recuerda que se pone en duda; si duda, se percibe y entiende dudando; si duda, está seguro que quiere; si duda, piensa; si duda, sabe que no sabe»)

Agustín, igualmente en La Ciudad de Dios escribía su célebre argumento manifiestamente parecido al cogito, ergo sum:

... «Quid si falleris? Si enim fallor, sum. Nan qui non est, utique nec falli potest, ac per hoc sum, si fallor.»)

... («¿Qué? ¿Y si te engañas? Pues, si me engaño, existo. El que no existe no puede engañarse, y por eso, si me engaño, existo.»)

A Descartes se le advirtió en sus días que San Agustín había planteado el mismo punto de vista. Se lo habría dicho primero Andreas Colvius. Enfrentado a una evidencia tan manifiesta, Descartes se defendió y declinó el mérito que pudiera corresponderle, a él y a sus predecesores, respondiéndole en carta del 14 de noviembre de 1640 de este modo: "es una cosa en sí misma tan simple y natural el inferir que se existe a partir del hecho de que se duda, que hubiera podido partir de la pluma de cualquiera". Más adelante puntualizaba y le reconocía de este modo cual era su aportación e interés acerca del Cogito: "hago uso de él para saber que este Yo que piensa es una sustancia inmaterial, que no tiene nada corpóreo"
Descartes fue acusado por un antiguo admirador suyo, Pierre Daniel Huet, en su famoso libro Censura de la Filosofía Cartesiana, por componer su método de razonamiento y formular su "cogito ergo sum", plagiando casi literalmente, sin citarlas, las ideas filosóficas previamente formuladas por los filósofos hispánicos Gómez Pereira, en 1554, y Francisco Sánchez en 1576.